# Pathologische Atmungsform

Verschiedene Atmungsformen

Pathologische Atmungsformen sind Störungen des Atemantriebs, die für bestimmte Erkrankungen oder Gehirnschädigungen charakteristisch sind.
- Die Kußmaul-Atmung (nach dem deutschen Biologen Adolf Kußmaul, 1822–1902) ist eine vertiefte Atmung mit normaler oder erhöhter Frequenz, verursacht durch metabolische Azidose insbesondere beim entgleisten Diabetes mellitus.
- Bei der Seufzer-Atmung (Schlafapnoe-Syndrom, Pickwick-Syndrom) folgt auf einen tiefen Atemzug eine Reihe von immer flacheren Atemzügen, dann eine Pause.
- Die Cheyne-Stokes-Atmung (nach den Ärzten John Cheyne, 1777–1836, und William Stokes, 1804–1878) ist durch abwechselnd flache und tiefe Atmung mit periodischem Atemstillstandsphasen gekennzeichnet. Sie entsteht bei Schäden des Atemzentrums im Gehirn und bei schwerer Herzinsuffizienz.
- Die Biot-Atmung (nach dem französischen Arzt Camille Biot, 1850–1918) wird ebenfalls durch regelmäßige Pausen unterbrochen, die Atemtiefe ist jedoch gleichmäßig („Maschinenatmung“). Sie ist ebenfalls für schwere Schäden am Atemzentrum typisch.
- Die Schnappatmung als präfinale Atmung bei längerandauernder Hypoxiezeit.